# Angelika Prick
Angelika Emily Rehema Prick, född 9 januari 1989 i Lerum, är en svensk skådespelare.

## Biografi
Prick växte upp i Lerum och är utbildad på teaterlinjen på Angeredsgymnasiet i Göteborg, Skara Skolscen, och Högskolan för scen och musik vid Göteborgs universitet.
Hon har medverkat i ett antal teaterföreställningar bland annat på både Göteborgs och Stockholms stadsteater. År 2016 debuterade hon som programledare för det direktsända TV-programmet Sommarlov i Barnkanalen, och var även programledare för samma program året därpå. 2017 medverkade hon även i Sveriges televisions julkalender Jakten på tidskristallen. 

## Filmografi (i urval)

### TV
- 2014 - Full patte
- 2016–2024 – Sommarlov (TV-serie)
- 2017 - Jakten på tidskristallen[3]
- 2018 - Den döende detektiven (miniserie)[3]
- 2019–2020 – Bröllop, begravning och dop (TV-serie)
- 2019 - Heder
- 2024 – Painkiller (TV-serie)

### Film
- 2016 - Flickan, mamman och demonerna[3]

## Teater

### Roller (ej komplett)
| År   | Roll                         | Produktion                                                               | Regi                    | Teater                                      |
| ---- | ---------------------------- | ------------------------------------------------------------------------ | ----------------------- | ------------------------------------------- |
| 2014 |                              | I Annas garderob                                                         |                         | Göteborgs stadsteater                       |
| 2015 | Kvinna 2                     | Sara Sara Sara America Vera-Zavala                                       | Olof Hanson             | Kulturhuset Stadsteatern                    |
| 2015 |                              | För säkerhets skull Per Naroskin                                         | Fredrik Meyer           | Kulturhuset Stadsteatern                    |
| 2015 | Irene Ljungh                 | En uppstoppad hund Staffan Göthe                                         | Olof Hanson             | Kulturhuset Stadsteatern                    |
| 2015 |                              | X                                                                        | Farnaz Arbabi           | Unga Klara                                  |
| 2016 | Laura                        | Pappan (Le Père) Florian Zeller                                          | Stefan Metz             | Kulturhuset Stadsteatern                    |
| 2016 |                              | Jag tror på dig Anita Paula Stenström Öhman                              | Paula Stenström Öhman   | Kulturhuset Stadsteatern                    |
| 2017 |                              | Bernardas hus (La casa de Bernarda Alba) Federico García Lorca           | Anna Pettersson         | Kulturhuset Stadsteatern                    |
| 2017 | Jiri                         | Mio, min Mio Astrid Lindgren                                             | Sofia Jupither          | Kulturhuset Stadsteatern                    |
| 2018 | Bärta                        | Våra drömmars stad Per Anders Fogelström                                 | Linus Tunström          | Kulturhuset Stadsteatern                    |
| 2018 | Lovis                        | Ronja Rövardotter Astrid Lindgren                                        | Ronny Danielsson        | Kulturhuset Stadsteatern                    |
| 2018 | Hovall                       | Krilon Eyvind Johnson                                                    | Carolina Frände         | Kulturhuset Stadsteatern                    |
| 2018 |                              | De skyddssökande (Ἱκέτιδες, Hiketides) Aischylos                         | Dritëro Kasapi          | Kulturhuset Stadsteatern                    |
| 2019 | Bimbi                        | Män kan inte våldtas Märta Tikkanen                                      | Lo Kauppi               | Kulturhuset Stadsteatern/ Södra Teatern     |
| 2019 | Pinuccia Carracci            | Min fantastiska väninna (L'Amica geniale) Elena Ferrante                 | Maria Sid               | Kulturhuset Stadsteatern/ Årsta Folkets hus |
| 2019 |                              | Tolvskillingsoperan (Die Dreigroschenoper) Bertolt Brecht och Kurt Weill | Mellika Melouani Melani | Kulturhuset Stadsteatern/ Folkoperan        |
| 2021 | Kvinna utsänd av Roxane m.fl | Cyrano de Bergerac Martin Crimp                                          | Alexander Mørk-Eidem    | Kulturhuset Stadsteatern                    |
| 2021 |                              | Svindlande höjder (Wuthering Heights) Emily Brontë                       | Melody Parker           | Uppsala stadsteater                         |
| 2022 | Alex                         | Älskling är jag hemma (Home, I'm Darling) Laura Wade                     | Maria Blom              | Kulturhuset Stadsteatern                    |
| 2023 | Röde Orm                     | Röde Orm Frans G. Bengtsson                                              | Alexander Mørk-Eidem    | Kulturhuset Stadsteatern                    |
| 2023 | Rosencrantz                  | Hamlet William Shakespeare                                               | Sunil Munshi            | Kulturhuset Stadsteatern                    |
| 2024 | Titania m.fl                 | En midsommarnattsdröm (A Midsummer Night's Dream) William Shakespeare    | Melody Parker           | Kulturhuset Stadsteatern                    |
| 2024 | Björnbär                     | Den långa flykten (Watership Down) Richard Adams                         | Alexander Mørk-Eidem    | Kulturhuset Stadsteatern                    |
| 2025 | Connie                       | Effekten (The Effect) Lucy Prebble                                       | Melody Parker           | Kulturhuset Stadsteatern                    |